# Abbazia di Aubazine
L'abbazia di Aubazine o di Obazine è un'abbazia cistercense di Aubazine, nel dipartimento della Corrèze.

## Storia
Si hanno notizie sulle origini dell'abbazia attraverso due testi del secolo XII:
- Vita sancti Stephani Obasiniensis, elaborada da un monaco dell'abbazia in occasione della morte di Étienne de Vielzot fra il 1159 e il 1190.
- Cartulario dell'abbazia cistercense d'Aubazine che si occupa dell'evoluzione del patrimonio abbaziale fra il 1130-1140 e il 1200.

Il fondatore e primo abate è stato Stefano d'Obazine.